# Amtsgericht Solingen

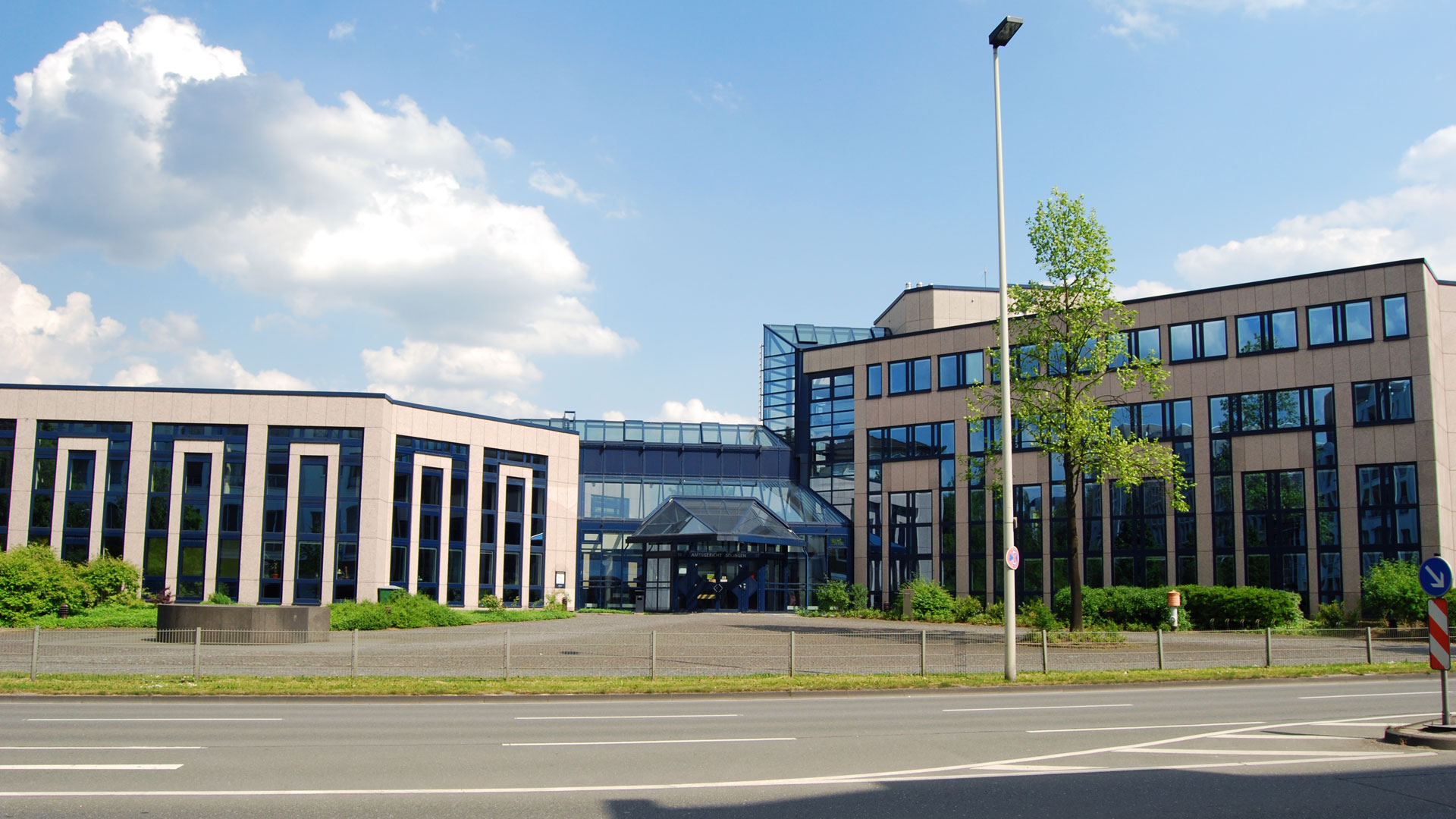
Amtsgericht Solingen (Mai 2010)

Das Amtsgericht Solingen ist ein Gericht der ordentlichen Gerichtsbarkeit und eines von fünf Amtsgerichten im Bezirk des Landgerichts Wuppertal.

## Gerichtssitz und -bezirk
Sitz des Gerichts ist Solingen in Nordrhein-Westfalen. Der Gerichtsbezirk umfasst die kreisfreie Stadt Solingen.

## Über- und nachgeordnete Gerichte
Dem Amtsgericht Solingen ist das Landgericht Wuppertal übergeordnet. Zuständiges Oberlandesgericht ist das Oberlandesgericht Düsseldorf.

## Geschichte
Mit der Neuordnung der Gerichtsorganisation im Großherzogtum Berg wurde Ende 1811 das Friedensgericht Solingen als Gericht erster Instanz eingerichtet. Es war dem Tribunal erster Instanz Düsseldorf nachgeordnet. Preußen übernahm 1814 die bergischen Gerichte. Die bisherigen Friedensgerichte blieben bestehen, die Tribunale 1. Instanz wurden in Kreisgerichte umbenannt. Das Friedensgericht Solingen war nun dem Kreisgericht Düsseldorf zugeordnet. 1820 wurde die Gerichtsorganisation geändert. Die Kreisgerichte wurden nun zu Landgerichten. Das Friedensgericht Solingen wurde dem Landgericht Elberfeld nachgeordnet. Im Rahmen der Reichsjustizgesetze erfolgte 1879 die Umwandlung in das Amtsgericht Solingen.

## Gebäude
Das Amtsgericht Solingen ist seit 1999 in einem Neubau an der Goerdelerstraße 10 im Stadtbezirk Mitte untergebracht. Zuvor hatte es seit Errichtung im Jahre 1879 im Gerichtsgebäude Wupperstraße seinen Sitz, das wiederum auf die 1857 errichtete Jagenberg’sche Villa zurückging. Das Gebäude an der Wupperstraße nutzt heute das Arbeitsgericht Solingen.